# Dolores (Tolima)
Dolores is een gemeente in het Colombiaanse departement Tolima. De gemeente, gelegen in de Cordillera Oriental telt 5636 inwoners (2005). Een belangrijke economische sector van de gemeente is de koffieteelt. Verdere landbouw zijn de sinaasappel- en mandarijnenteelt. Ook is er aardolie gevonden in de gemeente, die nog niet geëxploiteerd is.
Alpujarra · Alvarado · Ambalema · Anzoátegui · Armero · Ataco · Cajamarca · Carmen de Apicalá · Casabianca · Chaparral · Coello · Coyaima · Cunday · Dolores · Espinal · Falan · Flandes · Fresno · Guamo · Herveo · Honda · Ibagué · Icononzo · Lérida · Líbano · Mariquita · Melgar · Murrilo · Natagaima · Ortega · Palocabildo · Piedras · Planadas · Prado · Purificación · Rioblanco · Roncesvalles · Rovira · Saldaña · San Antonio · San Luis · Santa Isabel · Suárez · Valle de San Juan · Venadillo · Villahermosa · Villarrica